# 날개를 펼쳐/사랑은 어두운 곳 안에서
〈날개를 펼쳐/사랑은 어두운 곳 안에서〉(일본어: 翼を広げて/愛は暗闇の中で 츠바사오히로게테/아이와쿠라야미노나카데[*])는 일본의 밴드 ZARD의 44번째 싱글 앨범으로, 2008년 4월 9일 발매되었다. (12cm CD: JBCJ-6011, JBCJ-6012) 싱글은 양 A사이드 형태로 발매되었다. 우선 〈날개를 펼쳐〉의 작사는 사카이 이즈미가, 작곡은 오다 테츠로가, 편곡은 아카시 마사오가 맡았다. 이 곡은 1993년 사카이 이즈미가 작사에 참여한 DEEN의 두 번째 싱글 〈날개를 펼쳐〉를 본인이 셀프 커버한 것으로, 10년 전에 녹음되어 있었지만 ZARD의 곡으로 발표는 하지 않았었다. 곡은 같은 달 개봉한 극장판 애니메이션 《명탐정 코난: 전율의 악보》의 주제곡으로 사용되었다.
〈사랑은 어두운 곳 안에서〉는 ZARD의 첫 번째 싱글 〈Good-bye My Loneliness〉에 수록된 커플링 곡으로, 작사는 사카이 이즈미가, 작곡은 쿠리바야시 세이이치로가 맡았던 곡이다. 이 싱글에 수록된 버전의 편곡은 SCHON이 맡았으며, 코러스에는 카미키 아야가 참여했다. 이 곡은 TV 애니메이션 《명탐정 코난》의 주제가로 사용되었는데, 이는 카미키 아야의 코러스가 없는 버전이다.
싱글은 오리콘 주간 싱글차트 3위에 올랐으며, 12주간 차트에 머물렀다.

## 수록곡
- 초회한정판(JBCJ-6011)에만 DVD가 동봉되어 있다.

### CD
| #             | 제목                                         | 작사          | 작곡                  | 편곡          | 재생 시간 |
| ------------- | -------------------------------------------- | ------------- | --------------------- | ------------- | --------- |
| 1.            | 〈날개를 펼쳐〉 (翼を広げて)                 | 사카이 이즈미 | 오다 테츠로           | 아카시 마사오 | 4:32      |
| 2.            | 〈사랑은 어두운 곳 안에서〉 (愛は暗闇の中で) | 사카이 이즈미 | 쿠리바야시 세이이치로 | SCHON         | 4:38      |
| 3.            | 〈날개를 펼쳐〉 (Instrumental)               |               |                       |               | 4:34      |
| 4.            | 〈사랑은 어두운 곳 안에서〉 (Instrumental)   |               |                       |               | 4:34      |
| 총 재생 시간: | 총 재생 시간:                                | 총 재생 시간: | 총 재생 시간:         | 총 재생 시간: | 18:18     |

### DVD
| #  | 제목                                                                                              | 재생 시간 |
| -- | ------------------------------------------------------------------------------------------------- | --------- |
| 1. | 〈절대 잊지 않겠어요〉 (추모 라이브 《What a beautiful memory》에서, 2007년 9월 14일. 일본무도관) | 0:00      |

## 발매 일정
| 버전                                                 | 일정           | 레이블         | 포맷                      |
| ---------------------------------------------------- | -------------- | -------------- | ------------------------- |
| 〈날개를 펼쳐/사랑은 어두운 곳 안에서〉 (초회한정판) | 2008년 4월 9일 | B-Gram RECORDS | 12cm CD + DVD (JBCJ-6011) |
| 〈날개를 펼쳐/사랑은 어두운 곳 안에서〉 (통상판)     | 2008년 4월 9일 | B-Gram RECORDS | 12 cm CD (JBCJ-6012)      |